# Gyűrűs
Gyűrűs je vas na Madžarskem, ki upravno spada pod podregijo Zalaegerszegi Županije Zala.